# تشن تونغزو
تشن تونغزو (بالصينية: 陳通洲) (مواليد 16 أكتوبر 1979) هو ملاكم صيني، مثّل بلاده في الألعاب الأولمبية الصيفية 2004.

## روابط خارجية
تشن تونغزو على موقع أوليمبيديا (الإنجليزية)